# Руднев, Михаил Фёдорович
Михаи́л Фёдорович Ру́днев (3 (16) сентября 1874, Киев —  (23) апреля 1930, Днепропетровск) — российский и советский педиатр, коллежский советник, доктор медицины. Один из представителей Санкт-Петербургской школы врачей-педиатров. Старший ассистент клиники и приват-доцент кафедры детских болезней Санкт-Петербургской Императорской Военно-медицинской академии; заведующий кафедрой госпитальной педиатрии Днепропетровского медицинского института.

## Биография
Родился в семье киевского учителя естествознания Фёдора Ивановича Руднева. После безвременной смерти отца и переезда семьи в Санкт-Петербург Михаил Руднев в 1884 году был отдан в Седьмую Санкт-Петербургскую классическую гимназию, с окончанием которой, в 1893 году поступил в Императорскую Военно-медицинскую академию. В годы учёбы в академии М. Ф. Руднев увлекся педиатрией. Слушал лекции основоположника кафедры детских болезней профессора Н. И. Быстрова, а после выхода его в 1897 году в отставку — профессора Н. П. Гундобина.
С отличием окончив в 1898 году академию и получив звание лекаря, М. Ф. Руднев был оставлен в военном ведомстве с зачислением на должность младшего врача артиллерии морской крепости Императора Петра Великого в Либаве. Здесь он служил до 1908 года. В 1904 году, с началом  Русско-японской войны Михаил Фёдорович рассчитывал получить назначение на флот, но оказался лишь свидетелем проводов на Дальний Восток 2 октября 1904 года Второй Тихоокеанской эскадры, которая спустя полгода почти полностью погибла в Цусимском сражении.
В 1908 году, после долгих хлопот, оставаясь при своей должности, М. Ф. Руднев был прикомандирован к Военно-медицинской академии и выехал в Санкт-Петербург. С целью выполнения диссертационного исследования для получения учёного звания доктора медицины он был в качестве сверхштатного сотрудника причислен к клинике детских болезней. Это произошло в то самое время, когда неожиданно скончался начальник кафедры детских болезней, профессор Н. П. Гундобин. Диссертация «О комбинированном действии лекарственных веществ на сердце» выполнялась под руководством его преемника, профессора А. Н. Шкарина, который был на 2 года младше М. Ф. Руднева, и с которым он почти одновременно учился сначала в 7-й гимназии, а затем в ВМА, а также профессора кафедры фармакологии ВМА Н. П. Кравкова, предоставившего Михаилу Фёдоровичу возможность работать в своей лаборатории.
Защита состоялась в 1910 году. Получив звание доктора медицины, М. Ф. Руднев был назначен в 97 Лифляндский пехотный полк, который квартировал в Прибалтике. Однако ехать туда не пришлось, поскольку Михаил Фёдорович так и остался прикомандированным к Военно-медицинской академии. В качестве сверхштатного сотрудника он продолжал работать в клинике кафедры детских болезней профессора А. Н. Шкарина.
Только в 1913 году, с появлением вакансии М. Ф. Руднев был принят в штат клиники и кафедры. Одновременно в качестве врача-консультанта он служил в Педологическом институте, располагавшемся поблизости, на Нюстадской ул., д.5-7. Сведений об этом институте почти не сохранилось, однако здание, где он располагался, существует и поныне.
В 1915 году в дополнение к уже имевшимся обязанностям М. Ф. Руднев возглавил одну из школ Императорского женского патриотического общества, а также стал консультировать в приюте детей-калек и паралитиков Общества попечения о бедных при Церкви Богоматери Всех Скорбящих Радости.

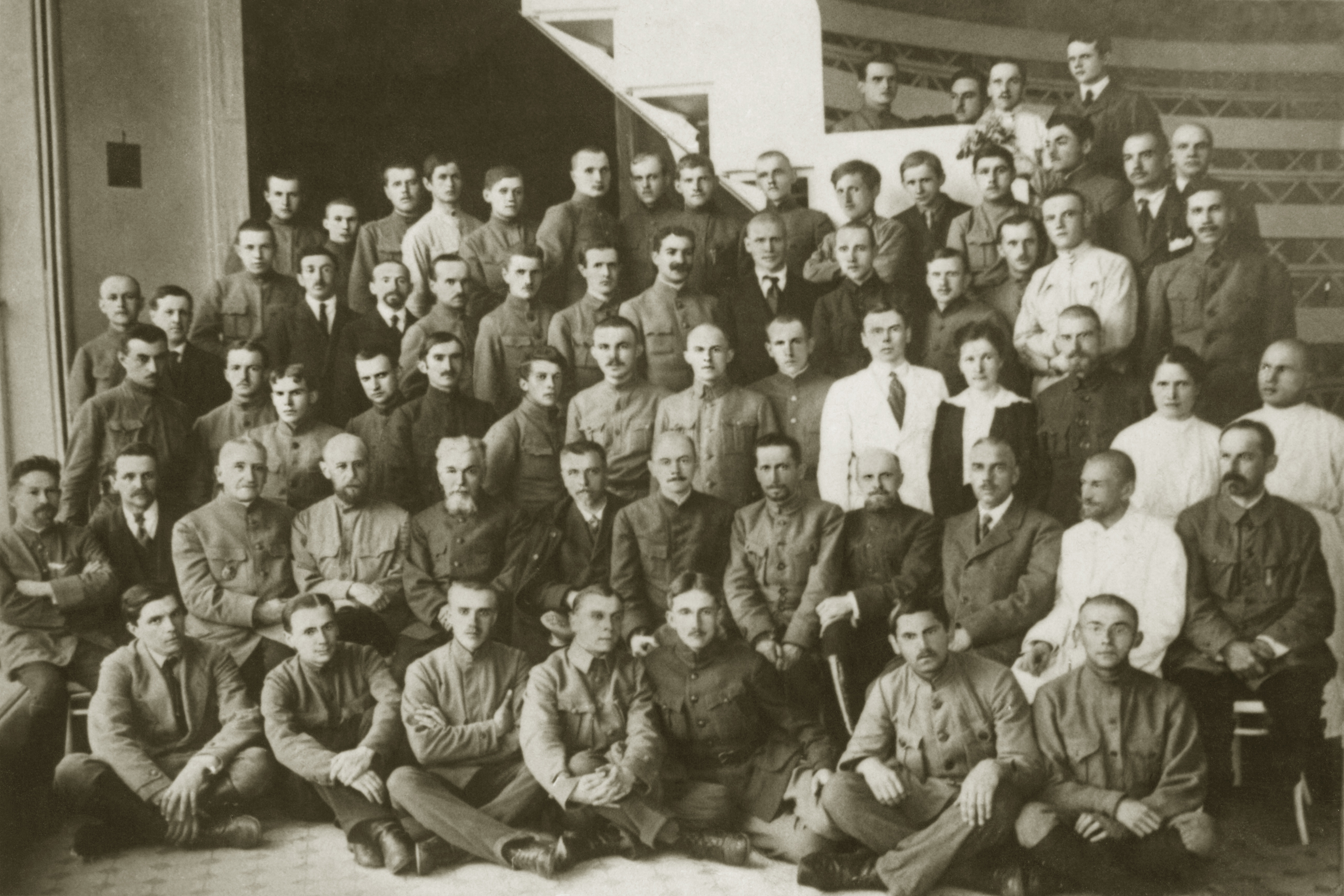
Слушатели и преподаватели ВМА. Во втором ряду, 2-й справа — П. С. Медовиков, левее — М. Ф. Руднев, далее — проф. А. Н. Шкарин. В третьем ряду, позади Шкарина — М. С. Маслов. Архив С. А. Шкарина, 1919 г.

После Октябрьской революции 1917 года, в годы Гражданской войны и разрухи М. Ф. Руднев продолжал служить приват-доцентом на кафедре детских болезней Военно-медицинской академии. Есть сведения, что он всерьёз рассматривал для себя возможность эмиграции и даже выезжал с семьей в Париж, но вскоре вернулся. После того, как 15 августа 1920 года трагически погиб профессор А. Н. Шкарин, Михаил Фёдорович почти в течение года исполнял обязанности начальника кафедры, однако новым её руководителем после долгих обсуждений в соответствии с завещанием А. Н. Шкарина 28 мая 1921 года был избран молодой профессор М. С. Маслов.
В 1924 году, после смерти в Екатеринославе профессора И. В. Троицкого М. Ф. Рудневу было предложено возглавить его кафедру в местном медицинском институте. Свою деятельность на новом месте Михаил Фёдорович начал с того, что полностью восстановил единственную на всем юге Украины бывшую «бесплатную детскую больницу им. И. М. Алексеенко», построенную в 1913 году и рассчитанную на 50 коек. Как пишет И. Безена: 

«Начав практически с нуля, поскольку заброшенные корпуса не охранялись и всё, что можно было украсть, было украдено, Руднев сумел за считанные годы превратить больницу в уважаемое не только в городе научное, лечебное и профилактическое учреждение».— 
В этой больнице М. Ф. Руднев организовал первое отделение для грудных детей, первую биохимическую лабораторию и молочную кухню. Детская клиническая больница № 3 Днепропетровска и сейчас носит имя профессора М. Ф. Руднева.
Михаил Фёдорович принял также ведущее участие в организации в Днепропетровске научно-практического института охраны материнства и детства, который просуществовал до 1940 года, а также научного Общества детских врачей.
В 1930 году, на 56 году жизни Михаил Фёдорович Руднев скончался после хирургической операции по поводу тяжёлого заболевания почек. Непосредственной причиной смерти стала врачебная ошибка. Его похоронили на одном из городских кладбищ, но после окончания Великой Отечественной войны прах профессора М. Ф. Руднева был перезахоронен на Сурско-Литовском кладбище Днепропетровска.

## Семья
- Жена: Мария Андреевна Руднева;
- Сын: Иван Михайлович Руднев (1910—1970) — советский, украинский врач-педиатр, профессор Киевского медицинского института;
- Внук: Михаил Иванович Руднев — профессор, ДМН, директор Института медицинских проблем физической культуры в Киеве;
- Внучка: Людмила Ивановна Чернышова — ДМН, профессор, заведующая кафедрой детских инфекций и детской иммунологии НМАПО им. Шупика.

## Адреса в Петербурге
После возвращения из Либавы в Санкт-Петербург М. Ф. Руднев проживал на Петербургской стороне, сначала в доме № 30 по Лахтинской ул., а после рождения сына снимал квартиру в доме № 86 на Большом проспекте. В этом доме семья продолжала жить и после революции, хотя Большой проспект стал называться проспектом Карла Либкнехта. Оба дома сохранились.

## Память
Имя профессора Михаила Фёдоровича Руднева носит Специализированный медицинский клинический центр матери и ребенка в Днепре

## Некоторые печатные работы
М. Ф. Руднев является автором нескольких десятков научных работ. К сожалению удалось обнаружить лишь малую их часть:
- Руднев М. Ф. О комбинированном действии лекарственных веществ на сердце. Дис. на степ. д-ра мед. М.Ф. Руднева /Из Фармакол. лаб. ВМА проф. Н.П. Кравкова. — СПб.: тип. Электротип. Н.Я. Стойковой, 1910. — 203 с. — (Серия докторских диссертаций, допущенных к защите в Военно-медицинской академии в 1909-1910 г. ; № 49).
- Руднев М. Ф. Заболевания почек и мочевых путей в детском возрасте /Проф. М.Ф. Руднев, директор Детской клиники Днепропетр. гос. мед. ин-та, председатель О-ва детских врачей. — Днепропетровск, 1929. — 106 с.
- Руднев М. Ф. Корь. — Харьков: Научная мысль, 1929. — 36 с.
- Шкарин А. Н. Записки по детским болезням 4 курса Воен. мед. ак. / Сост. и изд. студ. П. Онуфриев и Н. Осиновский, под ред. М. Ф. Руднева. — СПб.: лит. Богданова, 1913. — 137 с.

#### Доклады на заседаниях Общества детских врачей
| Случай herniae diaphragmatica (дем.)                      | 30.10.1913 | Icterus infectiosus gravis                                    | 21.06.1922 |  |
| О влиянии какао на электровозбудимость                    | 6.05.1920  | Случай болезни Raynaud (дем.)                                 | 1921       |  |
| Случай болезни Гейне-Медина (дем.)                        | 1921       | Случай ataxie cerebellaire (дем.)                             | 1921       |  |
| Колебания ферментов и кислотности в желудке грудных детей | 17.10.1929 | Ферментативная деятельность желудка при расстройствах питания | 12.03.1924 |  |